# Květilka kosatcová
Květilka kosatcová (Acklandia servadeii) je druh hmyzu, který napadá kosatce. Je podobný mouše domácí, ale menší a štíhlejší.
Květilka přezimuje ve formě kukly v zemi, líhne se v dubnu. Když se na kosatcích začnou objevovat poupata, naklade na ně vajíčka. Žlutavě bílé larvy dlouhé 8–9 mm se pak zavrtají dovnitř a vyžírají poupata, která začnou hnít. Dospělci sají šťávu z poraněného pletiva květů raných odrůd kosatců.
Rostliny se před květilkami chrání postřikem.